# Szigethalom
Szigethalom è una città di 15.970 abitanti situata nella contea di Pest, nell'Ungheria settentrionale.

## Amministrazione

### Gemellaggi
- Jaworzno, Polonia